# Fortunato Frezza
Fortunato Frezza (Roma, 6 de fevereiro de 1942) é um escritor e cardeal da Igreja Católica italiano, atual cônego da Basílica de São Pedro.

## Biografia
Nasceu em Roma em 6 de fevereiro de 1942. Em 28 de junho de 1966, depois de estudar no seminário menor de Bagnoregio e no seminário maior de Viterbo, foi ordenado sacerdote.
Em 1967 obteve uma licenciatura em Teologia pela Pontifícia Universidade Gregoriana e em 1977 obteve uma licenciatura em Sagrada Escritura pelo Pontifício Instituto Bíblico de Roma com uma tese filológica sobre o livro do profeta Miquéias.
Durante o seu ministério sacerdotal desempenhou os seguintes cargos e ministérios: de 1971 a 1984 foi pároco de Spicciano e ao mesmo tempo professor de Sagrada Escritura em vários institutos teológicos: Pontifícia Universidade Gregoriana (como Assistente), Seminário Regional La Quercia Viterbo, vários Institutos de Ciências Religiosas (Albano, Civita Castellana, Viterbo), Estudantado Teológico Internacional dos Josefinos de Murialdo em Viterbo e dos Salesianos na Terra Santa.
Em 1983 foi contratado na Secretaria Geral do Sínodo dos Bispos e de 1997 a 2014 foi seu subsecretário. Em 1999 foi nomeado Prelado de Honra de Sua Santidade. Em 2013 foi nomeado cônego da Basílica de São Pedro no Vaticano e em 2022 tornou-se camerlengo do Capítulo de São Pedro no Vaticano.
Ocupou também o cargo de Assistente Espiritual do Pessoal na Diretoria de Saúde e Higiene do Vaticano; assistência espiritual a vários mosteiros de monjas; capelão do time de futebol A.S. Roma. Suas publicações bibliográficas contam atualmente com 123 títulos em especial no campo bíblico.
Fortunato Frezza é Grande Oficial da Ordem Equestre do Santo Sepulcro de Jerusalém e, como membro do Grande Magistério, é o Mestre de Cerimônias Espiritual da Ordem Pontifícia desde 2015.
Em 29 de maio de 2022, o Papa Francisco anunciou a sua criação como cardeal no consistório realizado em 27 de agosto. Foi consagrado como arcebispo titular de Treba em 23 de julho, na Basílica de São Pedro, por Mauro Gambetti, O.F.M. Conv., Vigário-Geral para a Cidade do Vaticano e arcipreste da Basílica Vaticana, coadjuvado por Edgar Peña Parra, substituto da Secretário de Estado da Santa Sé e por Jesús Esteban Catalá Ibáñez, bispo de Málaga. Recebeu o anel cardinalício, o barrete vermelho e o título de cardeal-diácono de Santa Maria em Via Lata.